# Selezioni giovanili della nazionale maschile di pallacanestro della Serbia
Le selezioni giovanili della nazionale di pallacanestro della Serbia, sono state gestite dalla Federazione cestistica della Serbia e partecipavano ai tornei cestistici internazionali per squadre nazionali, limitatamente a specifiche classi d'età.

## Universitaria
Rappresenta la selezione dei migliori atleti della nazionale serba.

### Partecipazioni
Universiadi
- 2007 -  2°
- 2009 -  1°
- 2011 -  1°
- 2013 -  3°
- 2015 - 9°

- 2017 - 4°

 Serbia universitaria - Pallacanestro alla XXIV Universiade - Torneo maschileAleksić, Borovnjak, Duvnjak, Ivanović, Mičić, Mijajlović, Milošević, Paunić, Rakić, Simonović, Vitkovac, Vukosavljević, All. Aleksandar Kesar
 Serbia universitaria - Pallacanestro alla XXV Universiade - Torneo maschileKoprivica, Mačvan, Protić, Bjelica, Kešelj, Milošević, Aleksić, Raduljica, Simonović, Paunić, Borovnjak, Štimac, All. Aleksandar Kesar
 Serbia universitaria - Pallacanestro alla XXVI Universiade - Torneo maschileJeremić, Ljubičić, Živanović, Lešić, Dimić, Birčević, Bunić, Lučić, Drča, Cvetinović, Dragović, Štimac, All. Luka Pavićević
 Serbia universitaria - Pallacanestro alla XXVII Universiade - Torneo maschileBalaban, Dimić, Đokić, Drenovac, Gagić, Jović, Kalinić, Majstorović, Malešević, Marković, Smiljanić, Živanović, All. Oliver Popović

## Under-20
Rappresenta i migliori giocatori di nazionalità serba di età non superiore ai 20 anni. Partecipa a tutte le manifestazioni internazionali giovanili di pallacanestro per nazioni gestite dalla FIBA.
Il suo percorso ha ricalcato per intero quello della nazionale di categoria montenegrina dal 1992 al 2006, anno di riconoscimento dell'indipendenza del Montenegro e la conseguente nascita della selezione nazionale.

### Partecipazioni
FIBA EuroBasket Under-20
- 2007 -  1°
- 2008 -  1°
- 2009 - 11°
- 2010 - 7°
- 2011 - 13°

- 2012 - 4°
- 2013 - 13°
- 2014 -  3º
- 2015 -  1°
- 2016 - 11°

- 2017 - 5°
- 2018 - 6°
- 2019 - 15°
- 2023 - 5°
- 2024 - 11°
- 2025 - 4°

 Serbia under 20 - Campionato europeo maschile di pallacanestro Under-20 20074 Teodosić, 5 Tepić, 6 S. Nikolić, 7 Đurković, 8 Labović, 9 Kovačević, 10 Jereminov, 11 Živčević, 12 Štimac, 13 Paunić, 14 Dragović, 15 U. Nikolić,        All. Vlada Vukoičić
 Serbia under 20 - Campionato europeo maschile di pallacanestro Under-20 20084 Jeremić, 5 Sinovec, 6 Despotović, 7 Koprivica, 8 Kešelj, 9 Katnić, 10 Stojačić, 11 Radetić, 12 Marjanović, 13 Raduljica, 14 Čakarević, 15 Mačvan,        All. Slobodan Klipa
 Serbia under 20 - Campionato europeo maschile di pallacanestro Under-20 20094 Čović, 5 Lučić, 6 Mitrović, 7 Lazić, 8 Nedović, 9 Marković, 10 Stojačić, 11 Birčević, 12  Milosavljević, 13 Subotić, 14 Maravić, 15 Bunić,        All. Slobodan Klipa
 Serbia under 20 - Campionato europeo maschile di pallacanestro Under-20 20104 Milutinović, 5 Obrenović, 6 Riznić, 7 Subotić, 8 Nedović, 9 Mitrović, 10 Arnautović, 11 Majstorović, 12 Đekić, 13 Anđušić, 14 Jaramaz, 15 Musli,        All. Boško Đokić
 Serbia under 20 - Campionato europeo maschile di pallacanestro Under-20 20114 Jaramaz, 5 Nikolić, 6 Ognjenović, 7 Duran, 8 Nedović, 9 Blagojević, 10 Anđušić, 11 Radosavljević, 12 Milovanović, 13 Rondović, 14 Đekić, 15 Kalinić,        All. Aleksandar Džikić
 Serbia under 20 - Campionato europeo maschile di pallacanestro Under-20 20124 Cvetković, 5 Lambić, 6 Miljenović, 7 Dangubić, 8 Bogdanović, 9 Mitrović, 10 Gujaničić, 11 Luković, 12  Bešović, 13 Drenovac, 14 Marinković, 15 Nastić,        All. Aleksandar Džikić
 Serbia under 20 - Campionato europeo maschile di pallacanestro Under-20 20134 Reljić, 5 Krstić, 6 Marinković, 7 Đorđević, 8 Avramović, 9 Mitrović, 10 Miljenović, 11 Andrić, 12 Bojić, 13 Milošević, 14 Bezbradica, 15 Janković,        All. Vlada Jovanović
 Serbia under 20 - Campionato europeo maschile di pallacanestro Under-20 20144 Đorđević, 5 Rebić, 6 Pot, 7 Kaplanović, 8 Dobrić, 9 Aranitović, 10 Novak, 11 Jaramaz, 12 Janković, 13 Andrić, 14 Šalić, 15 Tejić,        All. Dejan Mijatović
 Serbia under 20 - Campionato europeo maschile di pallacanestro Under-20 20154 Rebić, 5 Zagorac, 6 Gudurić, 7 Rakićević, 8 Apić, 9 Babović, 10 Jaramaz, 11 Davidovac, 12 Bursać, 13 Kaplanović, 14 Šalić, 15 Tejić,        All. Vladimir Đokić
 Serbia under 20 - Campionato europeo maschile di pallacanestro Under-20 20164 Peno, 5 Simić, 6 Jovanović, 7 Ostojić, 9 R. Đoković, 10 Marinković, 11 I. Đoković, 12 Lazarević, 13 Grušanović, 14 Radovanović, 15 Vučetić, 24 Jeremić,        All. Aleksandar Bućan
 Serbia under 20 - Campionato europeo maschile di pallacanestro Under-20 20174 Peno, 6 Kapetanović, 7 Glišić, 8 Jovanović, 9 Marinković, 10 Tanasković, 11 Đorđević, 12 Simanić, 13 Kenić, 15 Stepanović, 30 Musić, 31 Rakočević,        All. Vladimir Đokić
 Serbia under 20 - Campionato europeo maschile di pallacanestro Under-20 20185 Marjanović, 6 Vulikić, 7 Aranitović, 8 Musić, 9 Beslać, 10 Tadić, 12 Radanov, 14 Stepanović, 22 Simanić, 24 Glišić, 45 Đorđević, 77 Momirov,        All. Vlada Jovanović
 Serbia under 20 - Campionato europeo maschile di pallacanestro Under-20 20191 Mišković, 4 Uskoković, 5 Marjanović, 7 Vulikić, 10 Tadić, 11 Simović, 12 Jovičić, 15 Pecarski, 20 Stajčić, 21 Đorđević, 24 Matić, 77 Momirov,        All. Oliver Popović
 Serbia under 20 - Campionato europeo maschile di pallacanestro Under-20 20231 Belić, 5 Petojević, 6 Stefanović, 7 Vukčević, 10 Šaranović, 11 Matić, 13 Labović, 16 Zimonjić, 18 Dabović, 28 Paunov, 33 Branković, 77 Petrović,        All. Nenad Čanak

## Under-19
Rappresenta i migliori giocatori di nazionalità serba di età non superiore ai 19 anni. Partecipa a tutte le manifestazioni internazionali giovanili di pallacanestro per nazioni gestite dalla FIBA.

### Partecipazioni
Mondiali Under-19
- 2007 -  1°
- 2011 -  2°
- 2013 -  2°
- 2015 - 9°
- 2019 - 7°

- 2021 - 4°
- 2023 - 6°

 Serbia under 19 - Campionato mondiale maschile di pallacanestro Under-19 20074 Jeremić, 5 Despotović, 6 Katnić, 7 Marković, 8 Kešelj, 9 Radulović, 10 Stojačić, 11 Čakarević, 12 Mačvan, 13 Raduljica, 14 Marjanović, 15 Čupković,        All. Miroslav Nikolić
 Serbia under 19 - Campionato mondiale maschile di pallacanestro Under-19 20114 Cvetković, 5 Vujošević, 6 Lambić, 7 Krstić, 8 Bogdanović, 9 Mitrović, 10 Gujaničić, 11 Siladi, 12 Bešović, 13 Drenovac, 14 Igrutinović, 15 Dangubić,        All. Dejan Mijatović
 Serbia under 19 - Campionato mondiale maschile di pallacanestro Under-19 20134 Pot, 5 Novak, 6 M. Janković, 7 Jokić, 8 Kutlešić, 9 Micić, 10 Anđušić, 11 Milutinov, 12 N. Janković, 13 Andrić, 14 Dobrić, 15 Šalić,        All. Dejan Mijatović
 Serbia under 19 - Campionato mondiale maschile di pallacanestro Under-19 20154 Peno, 5 Aranitović, 6 Marinković, 7 Ostojić, 8 R. Đoković, 9 Stojanović, 10 I. Đoković, 11 Lazarević, 12 Simanić, 13 Glišić, 14 Vučetić, 15 Miladinović,        All. Aleksandar Bućan
 Serbia under 19 - Campionato mondiale maschile di pallacanestro Under-19 20193 Petrušev, 6 Mićović, 7 Islamović, 11 Paunović, 12 Trifunović, 13 Cerovina, 14 Vasiljević, 15 Pecarski, 17 Grbović, 22 Ilić, 23 Ćubić, 24 Kuzmanović,        All. Aleksandar Bućan
 Serbia under 19 - Campionato mondiale maschile di pallacanestro Under-19 20210 P. Kovačević, 2 Đurišić, 3 Jović, 4 A. Kovačević, 7 Todorović, 10 Petrović, 11 Stefanović, 13 Medarević, 21 Joksimović, 33 Mušikić, 37 Belić, 50 Škobalj,        All. Zoran Lukić

## Under-18
Rappresenta i migliori giocatori di nazionalità serba di età non superiore ai 18 anni. Partecipa a tutte le manifestazioni internazionali giovanili di pallacanestro per nazioni gestite dalla FIBA.
Fino al 1991, gli atleti serbi hanno fatto parte della nazionale di categoria jugoslava.

Dal 1992, il suo percorso ha ricalcato per intero quello della nazionale di categoria montenegrina fino al 2006, anno di riconoscimento dell'indipendenza del Montenegro e la conseguente nascita della selezione nazionale.

### Partecipazioni
FIBA EuroBasket Under-18
- 2007 -  1°
- 2008 - 6°
- 2009 -  1°
- 2010 - 4°
- 2011 -  2°

- 2012 -  3°
- 2013 - 6°
- 2014 -  2°
- 2015 - 5°
- 2016 - 10°

- 2017 -  1°
- 2018 -  1°
- 2019 - 10°
- 2022 -  3°

## Under-17
Rappresenta i migliori giocatori di nazionalità serba di età non superiore ai 17 anni. Partecipa a tutte le manifestazioni internazionali giovanili di pallacanestro per nazioni gestite dalla FIBA.

### Partecipazioni
- 2010 - 5°
- 2014 -  3°
- 2018 - 10°
- 2022 - 5°

## Under-16
Rappresenta i migliori giocatori di nazionalità serba di età non superiore ai 16 anni. Partecipa a tutte le manifestazioni internazionali giovanili di pallacanestro per nazioni gestite dalla FIBA.
Fino al 1991, gli atleti serbi hanno fatto parte della nazionale di categoria jugoslava.

Dal 1992, il suo percorso ha ricalcato per intero quello della nazionale di categoria montenegrina fino al 2006, anno di riconoscimento dell'indidendenza del Montenegro e la conseguente nascita della selezione nazionale.

### Partecipazioni
FIBA EuroBasket Under-16
- 2007 -  1°
- 2008 - 5°
- 2009 -  3°
- 2010 - 5°
- 2011 - 9°

- 2012 -  3°
- 2013 -  2°
- 2014 - 6°
- 2015 - 8°
- 2016 - 10°

- 2017 -  3°
- 2018 - 5°
- 2019 - 7°
- 2022 - 13°